# Championnat du monde masculin de basket-ball 2002
Navigation
Édition précédente Édition suivante
Le Championnat du monde masculin de basket-ball 2002 s'est déroulé aux États-Unis à Indianapolis du 29 août au 8 septembre.
Il est surtout connu pour la première défaite de l'équipe américaine depuis le retour des professionnels de la NBA lors d'une grande compétition internationale (face à l'Argentine, puis à nouveau face à la Yougoslavie et à l'Espagne), et ce à domicile de surcroît.

## Récit
Ce championnat du monde, dix ans après les Jeux olympiques de Barcelone, est le dernier pour lequel fut employé le nom de Dream Team pour l'équipe américaine. La raison en est que, pour la première fois depuis l'envoi de professionnels de la NBA, les États-Unis connaissent la défaite, qui plus est à domicile, et n'accrochent même pas le podium.
Ce championnat marque également l'avènement du phénomène argentin et consacre la (re)naissance de  l'équipe de Yougoslavie qui, bien qu'elle ait conservé officiellement ce nom jusqu'en 2003, se résume en fait, depuis 2001, à la Serbie-et-Monténégro, ce qui ne l'a pas empêché de remporter le championnat d'Europe 2001.
Au début de la compétition, l'équipe américaine, composée de joueurs de NBA, apparaît comme le grand favori. « La seule question est de savoir si une équipe est capable de perdre de moins de dix points contre les États-Unis » écrit Mitch Lawrence dans les colonnes du New York Daily News peu de temps avant l'événement. Il est vrai que l'équipe comptait dans ses rangs des All-Stars comme Baron Davis, Andre Miller, Paul Pierce, Michael Finley, Shawn Marion, Jermaine O'Neal, Elton Brand, Ben Wallace ou le vétéran Reggie Miller encadrés par George Karl. Il fallait certes déplorer les absences de Tim Duncan, Kobe Bryant, Shaquille O'Neal, Kevin Garnett, mais l'équipe avait quand même belle allure. En revanche, la préparation était fort courte et si le collectif n'a pas toujours été le point fort de l'équipe américaine, les deux matches amicaux prévus et les treize jours de préparation étaient insuffisants. Les États-Unis disposent sans problème de la Chine (84-54) et l'emportent au finish (91-73) contre l'Allemagne.
Durant la compétition, l'équipe américaine termine premier de son groupe, l'Algérie ne posant pas de problème (110-60), victoire plus difficile contre l'Allemagne (104-87), puis la Chine (84-65). L'Espagne crée une petite surprise en battant les Yougoslaves et sort en tête. Le Brésil et l'Argentine finissent également en tête de leur poule
Au second tour, les Américains disposent d'une Russie affaiblie par le forfait d'Andrei Kirilenko (106-82), puis sans frayeur des surprenants Néo-Zélandais (110-62). Le dernier match de la seconde phase, le 4 septembre, est en revanche historique puisque l'équipe d'Argentine l'emporte (87-80), en déployant un jeu collectif des plus aboutis dans lequel émerge la figure connue du Kinder Bologne Emanuel Ginobili.
Cette victoire n'oblitérait pas les chances de titre de la Dream Team, mais la forçait à affronter dès les quarts de finale l'équipe de Yougoslavie. C'était le match que tout le monde attendait : Vlade Divac, le mythique pivot serbe, avait mis entre parenthèses sa retraite internationale dans le seul but d'aider son équipe à infliger leur première défaite aux États-Unis. L'Argentine les a privés de cette première fois, mais c'est aux Yougoslaves qu'est revenu le privilège d'éliminer la Dream Team  de la course au titre. Le début de partie permit à Vlade Divac de s'illustrer (16 points avant la pause), mais les locaux réagissent, avant que Milan Gurović ne leur redonne l’avantage en fin de match pour l'emporter 81-78.
Les 1/2 finales réunissent donc l'Allemagne, emmenée par Dirk Nowitzki, l'Argentine, étincelante depuis le début, la Nouvelle-Zélande, emmenée par un Pero Cameron sensationnel, et la Yougoslavie.
Les Américains sont humiliés et contraints de disputer les matches de classement. Ils battent sans gloire Porto Rico, mais connaissent une ultime défaite contre les Espagnols, dans un match qui illustre la pauvreté collective de l'équipe et au cours duquel des stars expérimentées comme Reggie Miller font des erreurs de débutant (reprise de dribble). Cette infamante sixième place amènera l'équipe américaine à changer son mode de préparation. "À mon avis, il faudrait réfléchir au mode de préparation, réunir les joueurs plus tôt, les faire travailler ensemble plus longtemps, les faire disputer davantage de matches amicaux selon les règles FIBA avec des arbitres internationaux".
Malgré les efforts de Dirk Nowitzki, l'Allemagne ne peut empêcher l'Argentine de rejoindre en finale les Yougoslaves qui ont disposé avec moins de frayeurs de la Nouvelle-Zélande. Les Allemands se consolent en remportant aisément la médaille de bronze face aux Néo-Zélandais (117-94).
La finale est très indécise et reste comme un des plus beaux matches de l'histoire du jeu. Elle se solde néanmoins sur une décision très controversée de l'arbitrage qui, à moins d'une seconde de la fin, ne siffle pas une faute évidente de Marko Jaric sur l'arrière argentin Hugo Sconochini lors de la dernière possession offensive des Sud-américains, alors que le match était à égalité 75-75. Cette décision permet aux Yougoslaves de disputer une prolongation qu'ils remporteront finalement par 84-77 pour conclure ce championnat du monde. Ce sera la seule défaite de l'Argentine du tournoi.
Avec cette victoire, la Yougoslavie remporte son 5e titre mondial. Dirk Nowitzki est élu MVP de la compétition.

## Couverture médiatique
La couverture de l'évènement est en retrait par rapport à la précédente édition. Ainsi, 1 200 media provenant de 52 pays sont accrédités, contre 1 400 pour 51 pays en 1998. La couverture est comparable à celle de 1994 qui comptait 1 150 media accredités pour 49 pays.

## Équipes participantes et groupes

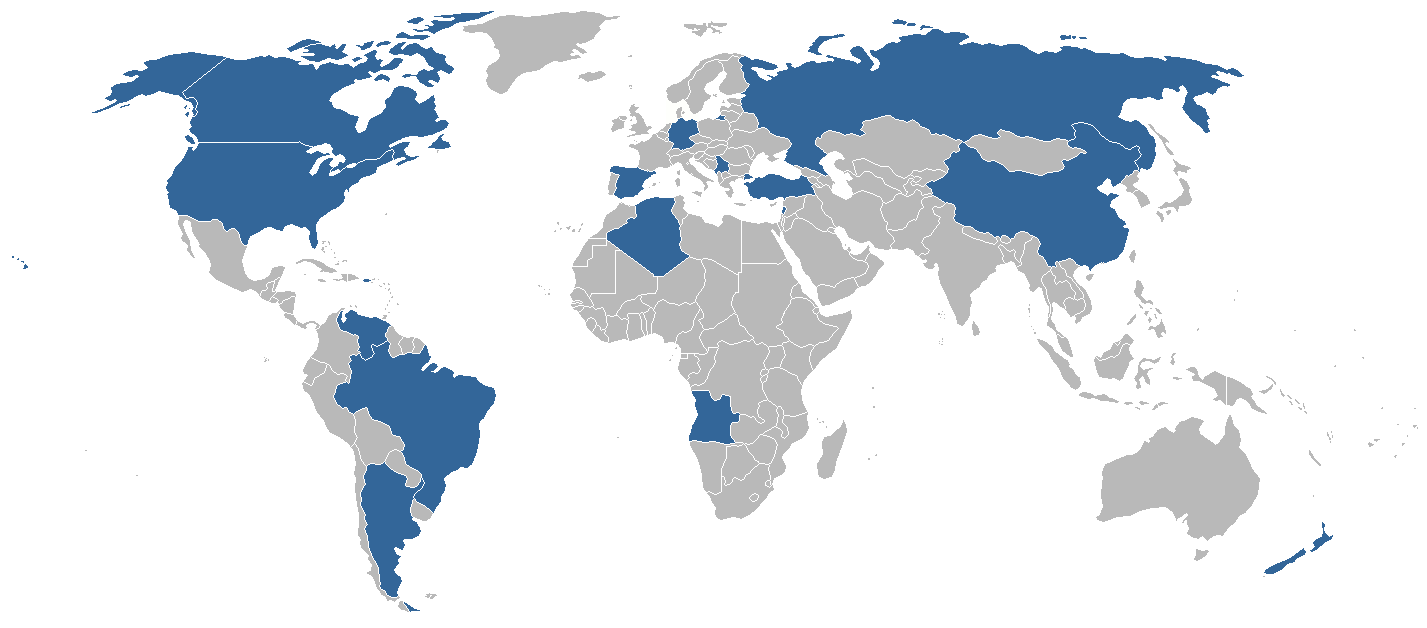
Répartition des équipes qualifiées

Groupe A :  Angola,  Canada,  Espagne,  Yougoslavie
Groupe B :  Brésil,  Liban,  Porto Rico,  Turquie
Groupe C :  Algérie,  Allemagne,  Chine,  États-Unis
Groupe D :  Argentine,  Nouvelle-Zélande,  Russie,  Venezuela
Les trois premiers de chaque groupe se qualifient pour le 2e tour. Ils y rencontrent 3 autres équipes issues d'un même groupe. 
Les résultats du premier tour entre ses équipes qualifiées comptent pour le classement final des groupes du 2e tour.
À l'issue de ce deuxième tour, les 4 premiers de chaque groupe disputent des quarts de finale croisés.

## Premier tour

### Groupe A
| Rang | Équipe      | Pts | J | G | P | Pp  | Pc  | Diff |  | Résultats (dom.\ext.) |       |        |        |       |
| ---- | ----------- | --- | - | - | - | --- | --- | ---- |  | --------------------- | ----- | ------ | ------ | ----- |
| 1    | Espagne     | 6   | 3 | 3 | 0 | 244 | 178 | 66   |  | Espagne               |       | 71-69  | 88-55  | 85-54 |
| 2    | Yougoslavie | 5   | 3 | 2 | 1 | 269 | 205 | 64   |  | Yougoslavie           | 69-71 |        | 113-63 | 87-71 |
| 3    | Angola      | 4   | 3 | 1 | 2 | 202 | 275 | -73  |  | Angola                | 55-88 | 63-113 |        | 84-74 |
| 4    | Canada      | 3   | 3 | 0 | 3 | 199 | 256 | -57  |  | Canada                | 54-85 | 71-87  | 74-84  |       |

### Groupe B
| Rang | Équipe     | Pts | J | G | P | Pp  | Pc  | Diff |  | Résultats (dom.\ext.) |        |       |        |        |
| ---- | ---------- | --- | - | - | - | --- | --- | ---- |  | --------------------- | ------ | ----- | ------ | ------ |
| 1    | Brésil     | 6   | 3 | 3 | 0 | 280 | 245 | 35   |  | Brésil                |        | 90-86 | 88-86  | 102-73 |
| 2    | Porto Rico | 5   | 3 | 2 | 1 | 263 | 242 | 21   |  | Porto Rico            | 86-90  |       | 78-75  | 99-77  |
| 3    | Turquie    | 4   | 3 | 1 | 2 | 268 | 246 | 22   |  | Turquie               | 86-88  | 75-78 |        | 107-80 |
| 4    | Liban      | 3   | 3 | 0 | 3 | 230 | 308 | -78  |  | Liban                 | 73-102 | 77-99 | 80-107 |        |

### Groupe C
| Rang | Équipe     | Pts | J | G | P | Pp  | Pc  | Diff |  | Résultats (dom.\ext.) |        |        |       |        |
| ---- | ---------- | --- | - | - | - | --- | --- | ---- |  | --------------------- | ------ | ------ | ----- | ------ |
| 1    | États-Unis | 6   | 3 | 3 | 0 | 298 | 212 | 86   |  | États-Unis            |        | 104-87 | 84-65 | 110-60 |
| 2    | Allemagne  | 5   | 3 | 2 | 1 | 277 | 250 | 27   |  | Allemagne             | 87-104 |        | 88-76 | 102-70 |
| 3    | Chine      | 4   | 3 | 1 | 2 | 237 | 254 | -17  |  | Chine                 | 65-84  | 76-88  |       | 96-82  |
| 4    | Algérie    | 3   | 3 | 0 | 3 | 212 | 308 | -96  |  | Algérie               | 60-110 | 70-102 | 82-96 |        |

### Groupe D
| Rang | Équipe           | Pts | J | G | P | Pp  | Pc  | Diff |  | Résultats (dom.\ext.) |        |        |        |        |
| ---- | ---------------- | --- | - | - | - | --- | --- | ---- |  | --------------------- | ------ | ------ | ------ | ------ |
| 1    | Argentine        | 6   | 3 | 3 | 0 | 319 | 238 | 81   |  | Argentine             |        | 112-85 | 100-81 | 107-72 |
| 2    | Nouvelle-Zélande | 5   | 3 | 2 | 1 | 273 | 278 | -5   |  | Nouvelle-Zélande      | 85-112 |        | 90-81  | 98-85  |
| 3    | Russie           | 4   | 3 | 1 | 2 | 248 | 259 | -11  |  | Russie                | 81-100 | 81-90  |        | 86-69  |
| 4    | Venezuela        | 3   | 3 | 0 | 3 | 226 | 291 | -65  |  | Venezuela             | 72-107 | 85-98  | 69-86  |        |

## Deuxième tour

### Groupe E
| Rang | Équipe      | Pts | J | G | P | Pp  | Pc  | Diff |  | Résultats (dom.\ext.) |       |       |        |       |        |        |
| ---- | ----------- | --- | - | - | - | --- | --- | ---- |  | --------------------- | ----- | ----- | ------ | ----- | ------ | ------ |
| 1    | Porto Rico  | 11  | 6 | 5 | 1 | 510 | 477 | 33   |  | Porto Rico            |       | 73-65 | 85-83  | 86-90 | 78-75  | 89-87  |
| 2    | Espagne     | 11  | 6 | 5 | 1 | 480 | 382 | 98   |  | Espagne               | 65-73 |       | 71-69  | 84-67 | 87-64  | 88-55  |
| 3    | Yougoslavie | 10  | 6 | 4 | 2 | 552 | 437 | 115  |  | Yougoslavie           | 83-85 | 69-71 |        | 90-69 | 110-78 | 113-63 |
| 4    | Brésil      | 10  | 6 | 4 | 2 | 502 | 502 | 0    |  | Brésil                | 90-86 | 67-84 | 69-90  |       | 88-86  | 86-83  |
| 5    | Turquie     | 8   | 6 | 2 | 4 | 496 | 509 | -13  |  | Turquie               | 75-78 | 64-87 | 78-110 | 86-88 |        | 86-66  |
| 6    | Angola      | 7   | 6 | 1 | 5 | 438 | 536 | -98  |  | Angola                | 87-89 | 55-88 | 63-113 | 83-86 | 66-86  |        |

### Groupe F
| Rang | Équipe           | Pts | J | G | P | Pp  | Pc  | Diff |  | Résultats (dom.\ext.) |        |        |        |        |        |       |
| ---- | ---------------- | --- | - | - | - | --- | --- | ---- |  | --------------------- | ------ | ------ | ------ | ------ | ------ | ----- |
| 1    | Argentine        | 12  | 6 | 6 | 0 | 587 | 466 | 121  |  | Argentine             |        | 87-80  | 86-77  | 112-85 | 100-81 | 95-71 |
| 2    | États-Unis       | 11  | 6 | 5 | 1 | 594 | 443 | 151  |  | États-Unis            | 80-87  |        | 104-87 | 110-62 | 106-82 | 84-65 |
| 3    | Allemagne        | 10  | 6 | 4 | 2 | 541 | 485 | 56   |  | Allemagne             | 77-86  | 87-104 |        | 84-64  | 103-85 | 88-76 |
| 4    | Nouvelle-Zélande | 9   | 6 | 3 | 3 | 493 | 560 | -67  |  | Nouvelle-Zélande      | 85-112 | 62-110 | 64-84  |        | 90-81  | 94-88 |
| 5    | Russie           | 8   | 6 | 2 | 4 | 510 | 536 | -26  |  | Russie                | 81-100 | 82-106 | 85-103 | 81-90  |        | 95-68 |
| 6    | Chine            | 7   | 6 | 1 | 5 | 464 | 538 | -74  |  | Chine                 | 71-95  | 65-84  | 76-88  | 88-94  | 68-95  |       |

## Matches de classement (13 à 16)
(2 septembre 2002)
Canada - Liban : 91 - 67
Venezuela - Algérie : 98 - 83

### Classement 15/16
(3 septembre 2002)
Liban - Algérie : 70 - 100

### Classement 13/14
(3 septembre 2002)
Canada - Venezuela : 98 - 97

## Matches de classement (9 à 12)
(6 septembre 2002)
Angola - Russie : 66 - 77
Turquie - Chine : 94 - 86

### Classement 11/12
(7 septembre 2002)
Chine - Angola :  84 - 96

### Classement 9/10
(7 septembre 2002)
Russie - Turquie : 86 - 91

## Tableau final
|  | Quarts de finale          | Quarts de finale          |                           |                           | Demi-finales              | Demi-finales              |    |  | Finale                    | Finale                    |
|  | Quarts de finale          | Quarts de finale          |                           |                           | Demi-finales              | Demi-finales              |    |  | Finale                    | Finale                    |
|  |                           |                           |                           |                           |                           |                           |    |  |                           |                           |
|  | 6 septembre, Indianapolis | 6 septembre, Indianapolis |                           |                           | 7 septembre, Indianapolis | 7 septembre, Indianapolis |    |  | 8 septembre, Indianapolis | 8 septembre, Indianapolis |
|  | 6 septembre, Indianapolis | 6 septembre, Indianapolis |                           |                           | 7 septembre, Indianapolis | 7 septembre, Indianapolis |    |  | 8 septembre, Indianapolis | 8 septembre, Indianapolis |
|  | Espagne                   | 62                        |                           |                           | 7 septembre, Indianapolis | 7 septembre, Indianapolis |    |  | 8 septembre, Indianapolis | 8 septembre, Indianapolis |
|  | Espagne                   | 62                        |                           |                           | 7 septembre, Indianapolis | 7 septembre, Indianapolis |    |  | 8 septembre, Indianapolis | 8 septembre, Indianapolis |
|  | Allemagne                 | 70                        |                           |                           | 7 septembre, Indianapolis | 7 septembre, Indianapolis |    |  | 8 septembre, Indianapolis | 8 septembre, Indianapolis |
|  | Allemagne                 | 70                        | Argentine                 | 86                        |                           |                           |    |  | 8 septembre, Indianapolis | 8 septembre, Indianapolis |
|  | 6 septembre, Indianapolis |                           | Argentine                 | 86                        |                           |                           |    |  | 8 septembre, Indianapolis | 8 septembre, Indianapolis |
|  |                           | Allemagne                 | 80                        |                           |                           |                           |    |  | 8 septembre, Indianapolis | 8 septembre, Indianapolis |
|  | Brésil                    | Allemagne                 | 80                        | 67                        |                           |                           |    |  | 8 septembre, Indianapolis | 8 septembre, Indianapolis |
|  | Brésil                    |                           |                           | 67                        |                           |                           |    |  | 8 septembre, Indianapolis | 8 septembre, Indianapolis |
|  | Argentine                 | 78                        |                           |                           |                           |                           |    |  | 8 septembre, Indianapolis | 8 septembre, Indianapolis |
|  | Argentine                 | 78                        | Argentine                 | 77                        |                           |                           |    |  |                           |                           |
|  | 6 septembre, Indianapolis |                           | Argentine                 | 77                        |                           |                           |    |  |                           |                           |
|  |                           | Yougoslavie               | 84                        |                           |                           |                           |    |  |                           |                           |
|  | Porto Rico                | Yougoslavie               | 84                        | 63                        |                           |                           |    |  |                           |                           |
|  | Porto Rico                | 7 septembre, Indianapolis |                           | 63                        |                           |                           |    |  |                           |                           |
|  | Nouvelle-Zélande          | 65                        |                           |                           |                           |                           |    |  |                           |                           |
|  | Nouvelle-Zélande          | 65                        | Nouvelle-Zélande          | 78                        |                           |                           |    |  |                           |                           |
|  | 6 septembre, Indianapolis | 6 septembre, Indianapolis | Nouvelle-Zélande          | 78                        | Match pour la 3e place    | Match pour la 3e place    |    |  |                           |                           |
|  | 6 septembre, Indianapolis | 6 septembre, Indianapolis |                           | Yougoslavie               | Match pour la 3e place    | Match pour la 3e place    | 89 |  |                           |                           |
|  | États-Unis                | 78                        | 8 septembre, Indianapolis | 8 septembre, Indianapolis |                           |                           | 89 |  |                           |                           |
|  | États-Unis                | 78                        | 8 septembre, Indianapolis | 8 septembre, Indianapolis |                           |                           |    |  |                           |                           |
|  | Yougoslavie               | 81                        |                           | Nouvelle-Zélande          | 94                        |                           |    |  |                           |                           |
|  | Yougoslavie               | 81                        |                           | Nouvelle-Zélande          | 94                        |                           |    |  |                           |                           |
|  |                           |                           |                           |                           |                           |                           |    |  | Allemagne                 | 117                       |
|  |                           |                           |                           |                           |                           |                           |    |  | Allemagne                 | 117                       |

## Matches de classement (5 à 8)
(7 septembre 2002)
Brésil - Espagne : 89 - 105
Porto Rico - États-Unis : 74 - 84

### Classement 7/8
(8 septembre 2002)
Brésil - Porto Rico : 84 - 91

### Classement 5/6
(8 septembre 2002)
États-Unis - Espagne : 75 - 81

## Classement final
| Rang                      | Équipe           |
| ------------------------- | ---------------- |
| Médaille d'or, monde      | Yougoslavie      |
| Médaille d'argent, monde  | Argentine        |
| Médaille de bronze, monde | Allemagne        |
| 4                         | Nouvelle-Zélande |
| 5                         | Espagne          |
| 6                         | États-Unis       |
| 7                         | Porto Rico       |
| 8                         | Brésil           |
| 9                         | Turquie          |
| 10                        | Russie           |
| 11                        | Angola           |
| 12                        | Chine            |
| 13                        | Canada           |
| 14                        | Venezuela        |
| 15                        | Algérie          |
| 16                        | Liban            |

## Statistiques

### Les récompenses
- MVP : Dirk Nowitzki  Allemagne
- Équipe type : Emanuel Ginóbili  Argentine, Predrag Stojakovic  Yougoslavie, Yao Ming  Chine, Dirk Nowitzki  Allemagne, Pero Cameron  Nouvelle-Zélande

## Sources
1. ↑  Basket News, n°302, 3 août 2006, page 14
2. ↑  L'Humanité, 29 août 2002.
3. ↑  L'Humanité, 31 août 2002.
4. ↑  Basket News, n°302, 3 août 2006, page 15
5. ↑  Communiqué de presse de la F.I.B.A. du 4 août 2006.